# 伊藤裕作
伊藤 裕作（いとう ゆうさく、1950年2月25日 ‐ ）は、日本の作家、風俗ライター、歌人。

## 経歴
三重県津市芸濃町生まれ。三重県立津高等学校卒業後、寺山修司に憧れて早稲田大学教育学部社会科に入学し、7年かけて卒業。在学中は早稲田大学短歌会に所属し短歌を作る。卒業後は明石賢生の自販機本出版社「エルシー企画」に出入りするようになり、風俗を主たるフィールドにした文筆業に就く。のち法政大学大学院に社会人入学し、戦後の娼婦小説について『娼婦学ノート』としてまとめ、その後『戦後の娼婦小説の系譜と寺山修司の娼婦観』という修士論文を書いて、国際日本学インスティテュートの修士課程を修了。この論文を含めた『私は寺山修司・考　桃色篇』を上梓する。60歳を過ぎた頃から親鸞聖人を学び始め、2013年3月名古屋にある同朋大学別科を2年かけて修了。現在も、真宗高田派の教学を月１回、高田短大「仏教専門講座」で学んでいる。
流山児祥、桃山邑、坂手洋二と交友があり、その芝居を故郷津市で上演する取り組みにも積極的に関わっている。2016年5月5日～16日(9日～12日休演)まで津市芸濃町椋本にある東日寺境内での「水族館劇場」による小屋掛け芝居『この丗のような夢　パノラマ島綺譚外傳』(作・演出　桃山邑)、同年12月4日、5日、芸濃町総合文化センターホールで「燐光群」公演『天使も嘘をつく』（作・演出　坂手洋二）、2018年3月1日～5日、東日寺境内で「水族館劇場」の『望郷オルフェー終わりなき神話の涯に―』（作・演出　桃山邑）、同年4月28日、29日、芸濃町文化センターホールで流山児祥主宰のシニア劇団「シアターRAKU」公演『十二夜』（翻案・台本・演出　流山児祥）の勧進元を務めた。2018年12月26日～2019年4月1日、ピースボート世界一周南回りに乗船―この世の果てまでこぼれて征く。2019年4月4日～4月13日「水族館劇場」花園神社野戦攻城『揺れる大地』（作・演出　桃山邑）端役出演。

## 著書
- イヴ伝説 東都ノベルス 1984.9
- フー族の姫 茜新社 1986.1
- シャボン玉伝説 短歌集 ブロンズ新社 1988.4
- ナイショナイショ　SM嬢のとっておきの話  サンマーク出版 1992.10
- ソープ嬢のとっておきの話 サンマーク文庫 1992.8
- 1970年20歳（自伝小説）双葉社 1996.4
- ドキュメント戦後「性」の日本史 援助交際少女でもわかる歴史教科書 週刊大衆特別取材班共著 双葉社 1997.11
- 娼婦学ノート 戦後物語られた遊女たちの真相 データハウス 2008.3
- 私は寺山修司・考　桃色篇れんが書房新社2010.2
- 風俗ルポ　昭和末年のトルコロジー　人間社文庫2015.3
- 愛人バンクとその時代　人間社文庫2015.10
- 寺山修司という生き方　望郷篇　人間社文庫2018.3
- 風俗のミカタ1968－2018　極私的風俗50年の記録　人間社文庫2019.9
- 歌集　心境短歌（わたくしたんか）　水、厳かに　人間社2020.4